# Circica cionophora
Circica cionophora är en fjärilsart som beskrevs av Edward Meyrick 1888. Circica cionophora ingår i släktet Circica och familjen gnuggmalar. Inga underarter finns listade i Catalogue of Life.